# Myhkyrä (ö i Norra Karelen, Joensuu, lat 62,56, long 29,30)
Myhkyrä är en ö i Finland. Den ligger i sjön Orivesi och i kommunen Libelits i den ekonomiska regionen  Joensuu ekonomiska region  och landskapet Norra Karelen, i den sydöstra delen av landet, 300 km nordost om huvudstaden Helsingfors. Öns area är 2,6 hektar och dess största längd är 270 meter i nord-sydlig riktning.